# Димитар Јакимов
Димитар Николов Јакимов (буг. Димитър Николов Якимов; Шлегово, 12. август 1941) је бивши бугарски фудбалер. Играо је на позицији офанзивног везног играча.
Јакимов је рођен у Шлегову код Кратова, у великој породици Јакимовски. Када је имао две-три године, као најмлађег, његов отац га је послао са стрицем Николом да живи у Софију, како би имао боље услове за живот. Тада је Шлегово припадало Краљевини Бугарској.

## Успеси
Септември Софија
- Куп Бугарске (1) : 1959/60.[6]

 ЦСКА Софија
- Прва лига Бугарске (7) : 1960/61, 1961/62, 1965/66, 1968/69, 1070/71, 1971/72, 1972/73.[6]
- Куп Бугарске  (6) : 1960/61, 1964/65, 1968/69, 1971/72, 1972/73, 1973/74.[6]

Појединачни
- Најбољи стрелац Прве лиге Бугарске: 1970/71.[6]
- Идеални тим света према магазину World Soccer: 1966, 1967.[7]